# 北陸鉄道03系電車
北陸鉄道03系電車（ほくりくてつどう03けいでんしゃ）は北陸鉄道が浅野川線向けに導入した通勤形電車で、同社初のインバータ車である。

## 概要
8000系の置き換え用として導入される車両である。2019年7月13日に北陸中日新聞が「4両が西日本旅客鉄道（JR西日本）金沢総合車両所に輸送され、同所内でJR西日本テクノスが改造工事を実施し、浅野川線に導入する予定」と報じた。この時輸送されたのは第29編成と第39編成の先頭車4両で、実際の改造はメトロ車両の請負工事により行われた。なお、メトロ車両は今後も検査時などで出張対応することとなっている。
2020年1月より搬入され順次試運転が行われたが、誘導障害が指摘されたことから、営業運転開始は同年12月21日となった。その後も改造工事が進んでおり、2024年度までに2両5編成を導入する予定であったが、2023年12月21日に最終第5編成の営業運転が開始され完了した。

## 改造内容
外観は灰帯を橙帯に貼り換え、前面はスノープロウ付き排障器を設置した。行先表示器はフルカラー方式へ変更され、日本語と英語を交互表示する。運行番号表示器は撤去され、列車無線アンテナも北陸鉄道のものへ変更された。
種車は制御付随車としたため、導入にあたり03-100形を電装化した。電動台車ならびに主電動機は廃車となった中間車からの流用である。電動車にはVVVFインバータ制御装置とブレーキ抵抗器を新製し、集電装置はひし形パンタグラフを2基設置した。また冷房装置や車内案内表示装置も03系修繕車の廃車発生品に変更された。
またワンマン対応設備としてマスコンハンドルの変更、整理券発行機・運賃箱・運賃表示用のデジタルサイネージを設置、03-800形への車いす・ベビーカースペース設置とそれによる吊革の高さ変更などが行われた。